# Gastrocopta chichijimana
Gastrocopta chichijimana је пуж из реда Stylommatophora и фамилије Vertiginidae.

## Угроженост
Ова врста је изумрла, што значи да нису познати живи примерци.

## Распрострањење
Ареал врсте је био ограничен на једну државу. 
Јапан је био једино познато природно станиште врсте.